# Tractat de Fontainebleau (1785)
|  | Per a altres significats, vegeu «Tractat de Fontainebleau». |

El tractat de Fontainebleau de 1785 es va signar entre l'Emperador Josep II d'Àustria i la República dels Províncies Unides a la fi de l'anomenada guerra de la marmita, a la qual Josep II havia intentat forçar el bloqueig de l'estuari del riu navegable Escalda, que passa pels Països Baixos, Bèlgica i França. Com a resultat d'aquest tractat, la República mantingué el bloqueig de l'estuari però hagué de pagar deu milions de florins neerlandesos i cedir alguns territoris a l'entorn de Dalhem als austríacs, la qual cosa va comportar el desmembrament de certes fortificacions militars com per exemple el Fort Lillo i el castell de Dalhem.
La guerra de la marmita és el sobrenom que se li sol donar a un incident que van tenir les tropes neerlandeses amb les romanogermàniques el 8 d'octubre de 1784. El nom li ve del fet que es diu que l'única bala que es va disparar va tocar a una marmita del vaixell Le Louis del rei Josep II. Com a conseqüència de la guerra dels Vuitanta Anys (1568–1648), els Països baixos del nord formaren una República independent i des de 1585 havien tancat el riu Escalda, de manera que els ports de les terres del sud quedaren inoperants i, com a conseqüència, el nord es va enriquir molt mentre que el sud, primer Països Baixos espanyols i després austríacs pertanyent al Sacre Imperi Romanogermànic s'empobria. L'emperador Josep II va demanar l'obertura del riu el 1781 i el 1785, any en què finalment va declarar la guerra i va disposar-se a travessar el riu amb una flota composta de tres vaixells. Aquesta escaramussa va reobrir el diàleg sobre el bloqueig de l'estuari i, tot i que els austríacs no en van obtenir l'obertura, almenys en van treure diners i territoris.